# سيتروين سي 2
سيتروين سي 2 هي سيارة صغيرة من صناعة سيتروين أنتجت في 2003 وتوقف إنتاجها في 2009.